# St. Mariä Geburt (Środa Śląska)

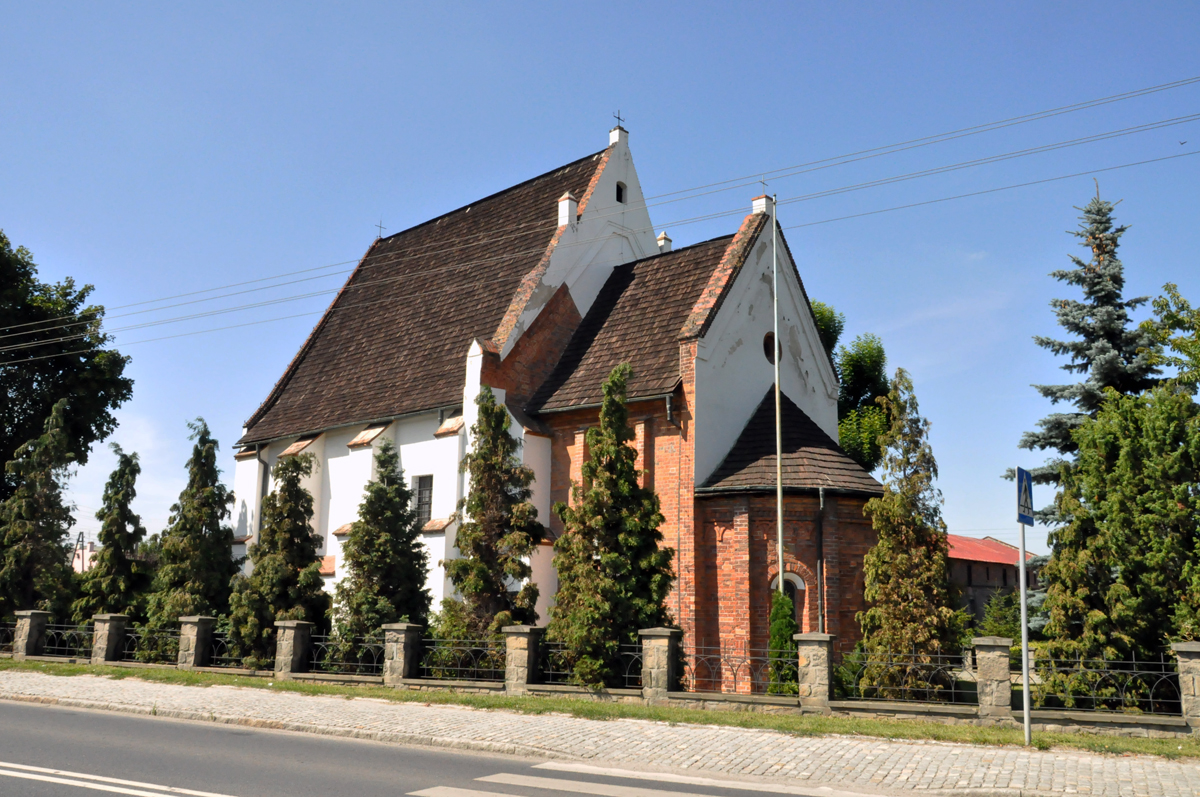

Die römisch-katholische Hospitalkirche St. Mariä Geburt steht im Vorort Probstei vor den Toren der Stadt Środa Śląska (deutsch Neumarkt in Schlesien) in der Woiwodschaft Niederschlesien in Polen.

## Geschichte
Die Kirche befindet sich im Westen der Stadt, außerhalb der Stadtmauern. Sie gehörte ursprünglich zu einem von Herzog Heinrich I. und seiner Gemahlin Hedwig von Andechs gestifteten Leprosorium St. Elisabeth, das 1234 erstmals urkundlich erwähnt wurde. Laut einem Zeugnis von 1239 wurde das Hospital vom Breslauer Bischof Lorenz gegründet.
1349–1535 diente die Marienkirche als Propsteikirche der Opatowitzer Benediktiner. Während der Hussitenkriege wurde die Kirche beschädigt. In den Jahren 1608 und 1663 wurde sie renoviert, befand sich aber immer noch in einem schlechten Zustand. In den letzten Jahren des 17. Jahrhunderts wurden die Westwand und ein Teil der Südwand des Kirchenschiffs erneuert. Außerdem wurden die Wände mit Strebepfeilern verstärkt, wobei Lisenen und das romanische Eingangsportal zerstört wurden. Die Sedilien und alle mittelalterlichen Fenster wurden zugemauert und neue Fenster eingesetzt. Die gesamte Kirche wurde verputzt.
Friedrich Bernhard Werner malte die ruinierte Kirche 1755.
Zwischen 1816 und 1871 wurde die umgebaute Kirche als Arsenal für eine in Neumark stationierte preußische Militäreinheit genutzt. Während des Zweiten Weltkriegs wurde sie beschädigt.

## Bauwerk
Der einschiffige Saalkirche mit eingezogenem, gewölbtem Rechteckchor und abschließender halbrunder Apsis wurde vollständig aus Backstein errichtet. Nach Baubefund geht die Kirche auf die 1220er Jahre zurück. Am südlichen Hauptportal wurden auch Werksteinelemente eingesetzt, ähnlich wie bei der Breslauer Ägidienkirche. Auch der die Apsis bekrönende Kreuzbogenfries mit einem darüber verlaufenden eingefassten Sägefries gleicht demjenigen der Ägidienkirche.
Am Chor wurde stellenweise Ziegeln mit einer hellblauen und grünlichen Glasur verwendet, eine der ältesten ihrer Art in Polen. Die Wände des Gebäudes waren im Vergleich zur Größe des Gebäudes sehr hoch. Der schlanke Eindruck wird durch die stark aus der Wand hervorstehenden, im Querschnitt rechteckigen und über die gesamte Höhe gleich breiten Lisenen verstärkt, die bis zur Dachtraufe reichten, wo sie den unter dem Gesims verlaufenden Arkaden- oder Gitterfries unterbrachen. Ähnliche diagonale Friese schmückten die Giebelwände des Kirchenschiffs und des Chorraums. Zwischen den Lisenen befanden sich längliche Fenster mit offenen Laibungen, die mit Halbkreisen abgeschlossen waren.